# محمد ظفر إقبال (كاتب)
محمد ظفر إقبال Muhammed Zafar Iqbal ولد في 23 ديسمبر 1952 بمدينة سيلهيت، هو كاتب بنغالي مؤلف قصص الخيال العلمي، الفيزياء، أستاذ وناشط. وهو أستاذ علوم الحاسوب والهندسة في جامعة شاه جلال للعلوم والتكنولوجيا

## حياته

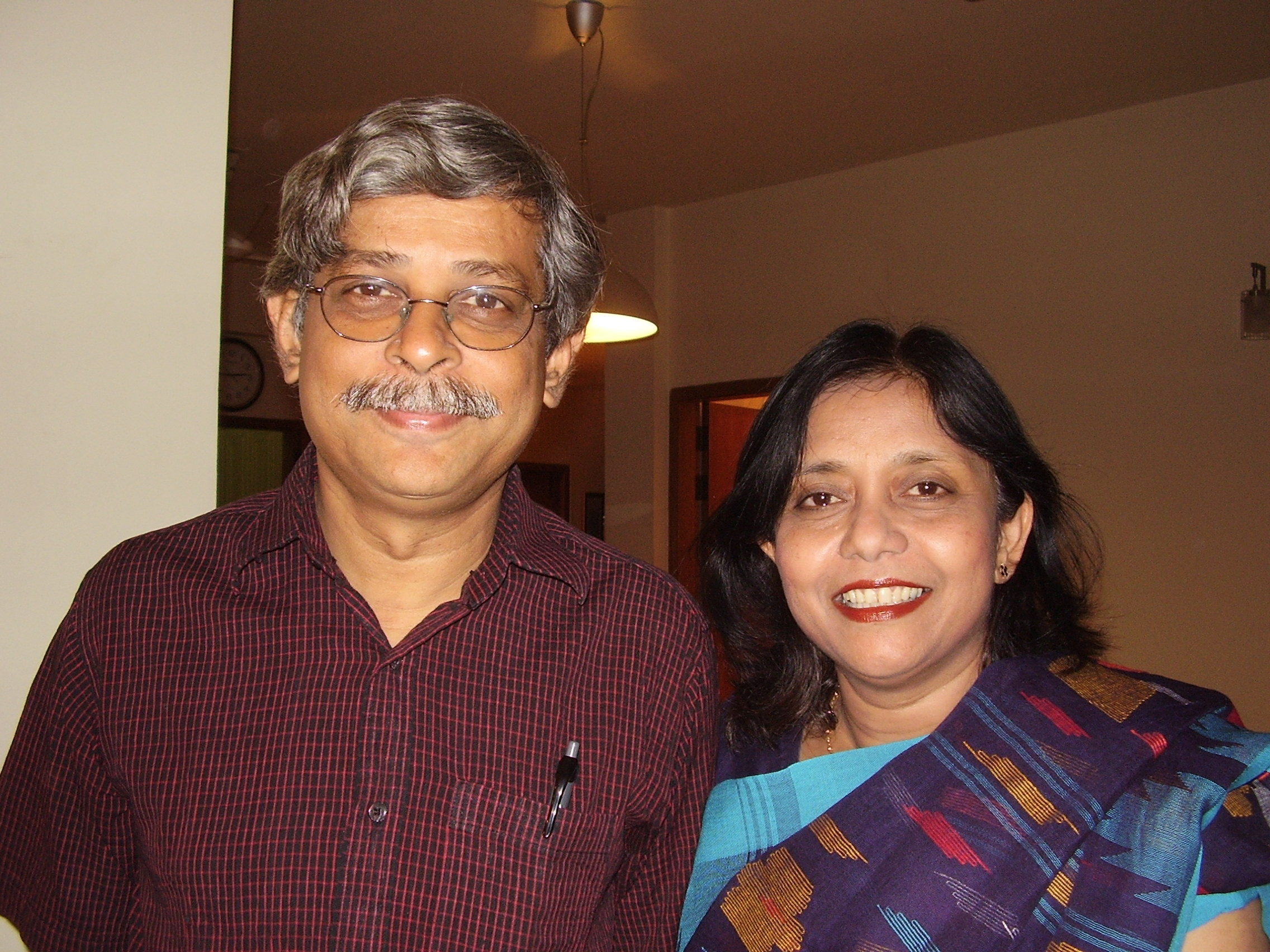
محمد ظفر اقبال مع زوجته ياسمين

ولد إقبال في 23 ديسمبر 1952 في سيلهيت. وكان والده، فايزور الرحمن أحمد ضابط شرطة استشهد في حرب تحرير بنغلاديش. [4] وكانت والدته عائشة أختر خاتون. [4] قضى طفولته في أجزاء مختلفة من بنغلاديش بسبب طبيعة نقل وظيفة والده. كان شقيق إقبال الأكبر هو الكاتب الأسطوري والمخرج همايون أحمد. [5] شقيقه الأصغر، أحسن حبيب، هو محرر مجلة الساخرة، أونماد (ماد) ورسام كاريكاتير. زوجته ياسمين حق تزوج ياسمين في عام 1978.وهي حاليا عميد قسم علوم الحياة وأستاذ قسم الفيزياء في جامعة شاه جلال للعلوم والتكنولوجيا. لديهم طفلان - ابن نبيل وابنة يشيم.
اجتاز إقبال امتحان شهادة الثانوية العامة من مدرسة بوجرا زيلا في عام 1968 وامتحان هسك من كلية دكا في عام 1970.حصل على شهادة البكالوريوس في الفيزياء من جامعة دكا في عام 1976. في عام 1982 ذهب إقبال إلى جامعة واشنطن للحصول على درجة الدكتوراه وهذا ماحصل في نفس السنة.

## اعتداء عليه
طعن في رأسه في 3 مارس 2018 في حفل توزيع الجوائز في جامعة شاه جلال للعلوم والتكنولوجيا بـمدينة سيلهيت لكنه نجا. واعتقل المهاجم بعد تعرضه للضرب من قبل الحضور.ادعى المهاجم أنه حاول قتله لأن ظفر إقبال ملحد، وبالتالي «عدو للإسلام».

## الجوائز
- Agrani Bank Shishu Shahitto Award - Shishu Academy (2001)
- Quazi Mahbubulla Zebunnesa Award 2002
- Khalekdad Chowdhury Literary Award 2003
- Sheltech Literary Award 2003
- Uro Child Literary Award 2004
- Md. Mudabber-Husne ara literary Award 2005
- Marcantile Bank Ltd. Award 2005
- One of the 10 living Eminent Bengali 2005
- American Alumni Association Award 2005
- Dhaka University Alumni Association Award 2005
- Sylhet Naittamoncho Award '2005
- Bangla Academy Literary Award 2005
- Meril Prothom Alo Awards (2005) Best Playwright
- Uro Child Literary Award 2006
- Rotary SEED Award 2011[4]

## الروابط الخارجية
- محمد ظفر إقبال على موقع IMDb (الإنجليزية)
- محمد ظفر إقبال على موقع قاعدة بيانات الفيلم (الإنجليزية)

- الموقع الرسمي على الشبكة www.sadasidhekotha.com
- (روسيا اليوم): كاتب علماني يتعرض للطعن في بنغلادش
- (الشروق): طعن كاتب خيال علمي شهير في بنجلاديش